# 江口恵子
江口 恵子（えぐち けいこ）は、フードスタイリスト、料理家、料理教室「natural food cooking」主催者、ナチュラルフードとデリのカフェ「ORID吉祥寺」のオーナー。
暮らし全般のスタイリストとして活躍。雑誌や広告、WEBサイトを通して料理とライフスタイルを融合したレシピを開発、提供している。

## 人物
- インテリアのデザイン、コーディネートの会社を経て上京。インテリアスタイリストを目指す。
- インテリア専門学校、美術専門学校をダブルスクールで卒業し、卒業作品「心地よい住まいと暮らし」で優秀賞を取得。
- スタイリストをしながら、幼少期より興味のあった料理を学ぶ（マクロビオティック、ナチュラルハイジーン、フランス料理）
- 忙しさから無理が祟り体調を崩す。これをきっかけに野菜中心の食生活にシフトし体調を改善する。
- 3人の子を出産
- 2008年世田谷のマンションにカフェをオープン。
- 「食」「暮らし」をテーマに料理教室を開始する。2017年からキッズクラスも開始。
- シンプルでおいしい野菜中心の食生活をさまざまな媒体を通して発信している。

## 著書
- 『子どもといっしょに季節の食しごと＆保存食』
- 『普段使いの器は5つでじゅうぶん。』
- 『作って伝える　郷土ほっこりおやつ』

## 連載
- レタスクラブ「江口恵子さんのレシピ」